# Бокілія (Флорида)
Бокілія (англ. Bokeelia) — переписна місцевість (CDP) в США, в окрузі Лі штату Флорида. Населення — 1855 осіб (2020).

## Географія
Бокілія розташована за координатами 26°40′29″ пн. ш. 82°8′29″ зх. д. / 26.67472° пн. ш. 82.14139° зх. д. (26.674766, -82.141394).  За даними Бюро перепису населення США в 2010 році переписна місцевість мала площу 24,04 км², з яких 22,74 км² — суходіл та 1,30 км² — водойми. В 2017 році площа становила 28,92 км², з яких 23,18 км² — суходіл та 5,75 км² — водойми.

## Демографія
Згідно з переписом 2010 року, у переписній місцевості мешкало 1780 осіб у 806 домогосподарствах у складі 517 родин. Густота населення становила 74 особи/км².  Було 1385 помешкань (58/км²).
Расовий склад населення:
| - 91,9 % — білих - 0,4 % — чорних або афроамериканців - 0,3 % — азіатів - 0,2 % — корінних американців - 6,1 % — осіб інших рас |

До двох чи більше рас належало 1,0 %. Частка іспаномовних становила 19,2 % від усіх жителів.
За віковим діапазоном населення розподілялося таким чином: 15,1 % — особи молодші 18 років, 55,6 % — особи у віці 18—64 років, 29,3 % — особи у віці 65 років та старші. Медіана віку мешканця становила 54,7 року. На 100 осіб жіночої статі у переписній місцевості припадало 105,1 чоловіків;  на 100 жінок у віці від 18 років та старших — 108,7 чоловіків також старших 18 років.
Середній дохід на одне домашнє господарство  становив 52 871 долар США (медіана — 39 327), а середній дохід на одну сім'ю — 59 343 долари (медіана — 47 000). Медіана доходів становила 22 750 доларів для чоловіків та 30 417 доларів для жінок. За межею бідності перебувало 17,4 % осіб, у тому числі 72,2 % дітей у віці до 18 років та 10,9 % осіб у віці 65 років та старших.
Цивільне працевлаштоване населення становило 410 осіб. Основні галузі зайнятості: науковці, спеціалісти, менеджери — 20,7 %, освіта, охорона здоров'я та соціальна допомога — 18,0 %, роздрібна торгівля — 16,3 %.